# Claudio Gugnali
Claudio Oscar Gugnali (Ensenada, Provincia de Buenos Aires, Argentina, 1 de enero de 1960) es un exfutbolista y actual director técnico argentino. Jugaba como defensor y su primer equipo fue Estudiantes de La Plata, donde ganó dos títulos. Su último club antes de retirarse fue el FC Chiasso de Suiza.
Comenzó su carrera como entrenador en Defensores de Cambaceres en 1996, luego trabajó en las divisiones inferiores de Estudiantes de La Plata y en 2003 asumió la dirección técnica de La Plata FC, equipo con el que ganó el Torneo Argentino B, logrando así el ascenso al Torneo Argentino A.
En 2005, por pedido del entrenador tatengue Néstor Craviotto, se transformó en el coordinador de inferiores de Unión de Santa Fe. En 2007, tras la salida de Carlos Trullet, se convirtió en el director técnico del primer equipo, llevándolo a disputar la promoción para ascender a Primera División, en la que caería derrotado ante Gimnasia y Esgrima de Jujuy.
En 2009, Alejandro Sabella asume como director técnico de Estudiantes de La Plata y Gugnali junto a Julián Camino pasan a integrar su cuerpo técnico como ayudantes de campo. Allí obtuvieron un torneo local, la Copa Libertadores de América y el subcampeonato en el Mundial de Clubes. 
También acompañó a Sabella cuando fue elegido entrenador de la Selección Argentina en 2011, en un proceso que duró tres años y que finalizó tras el subcampeonato logrado en el Mundial de Brasil 2014.

## Clubes

### Como jugador
| Club                    | País      | Año       |
| ----------------------- | --------- | --------- |
| Estudiantes de La Plata | Argentina | 1980-1983 |
| Temperley               | Argentina | 1984      |
| Estudiantes de La Plata | Argentina | 1985      |
| Colón de Santa Fe       | Argentina | 1986      |
| San Lorenzo de Almagro  | Argentina | 1986-1987 |
| Estudiantes de La Plata | Argentina | 1987-1988 |
| San Lorenzo de Almagro  | Argentina | 1988-1989 |
| FC Chiasso              | Suiza     | 1990-1992 |

### Como asistente técnico
| Club                    | País      | Año       |
| ----------------------- | --------- | --------- |
| Estudiantes de La Plata | Argentina | 2009-2011 |
| Selección de Argentina  | Argentina | 2011-2014 |

### Como entrenador
| Club                         | País      | Año       |
| ---------------------------- | --------- | --------- |
| Defensores de Cambaceres     | Argentina | 1996      |
| La Plata FC                  | Argentina | 2003-2005 |
| Unión de Santa Fe            | Argentina | 2007-2008 |
| Selección sub-20 del Ascenso | Argentina | 2022-Act  |

## Palmarés

### Como jugador
| Título        | Club                    | País      | Año  |
| ------------- | ----------------------- | --------- | ---- |
| Metropolitano | Estudiantes de La Plata | Argentina | 1982 |
| Nacional      | Estudiantes de La Plata | Argentina | 1983 |

### Como asistente técnico
| Título            | Club                    | País      | Año  |
| ----------------- | ----------------------- | --------- | ---- |
| Copa Libertadores | Estudiantes de La Plata | Argentina | 2009 |
| Torneo Apertura   | Estudiantes de La Plata | Argentina | 2010 |

### Como entrenador
| Título             | Club        | País      | Año  |
| ------------------ | ----------- | --------- | ---- |
| Torneo Argentino B | La Plata FC | Argentina | 2005 |